# Corydalis megacalyx
Corydalis megacalyx är en vallmoväxtart som beskrevs av Frank Ludlow och Stearn. Corydalis megacalyx ingår i släktet nunneörter, och familjen vallmoväxter. Inga underarter finns listade i Catalogue of Life.